# Poliptyk w Kefermarkt

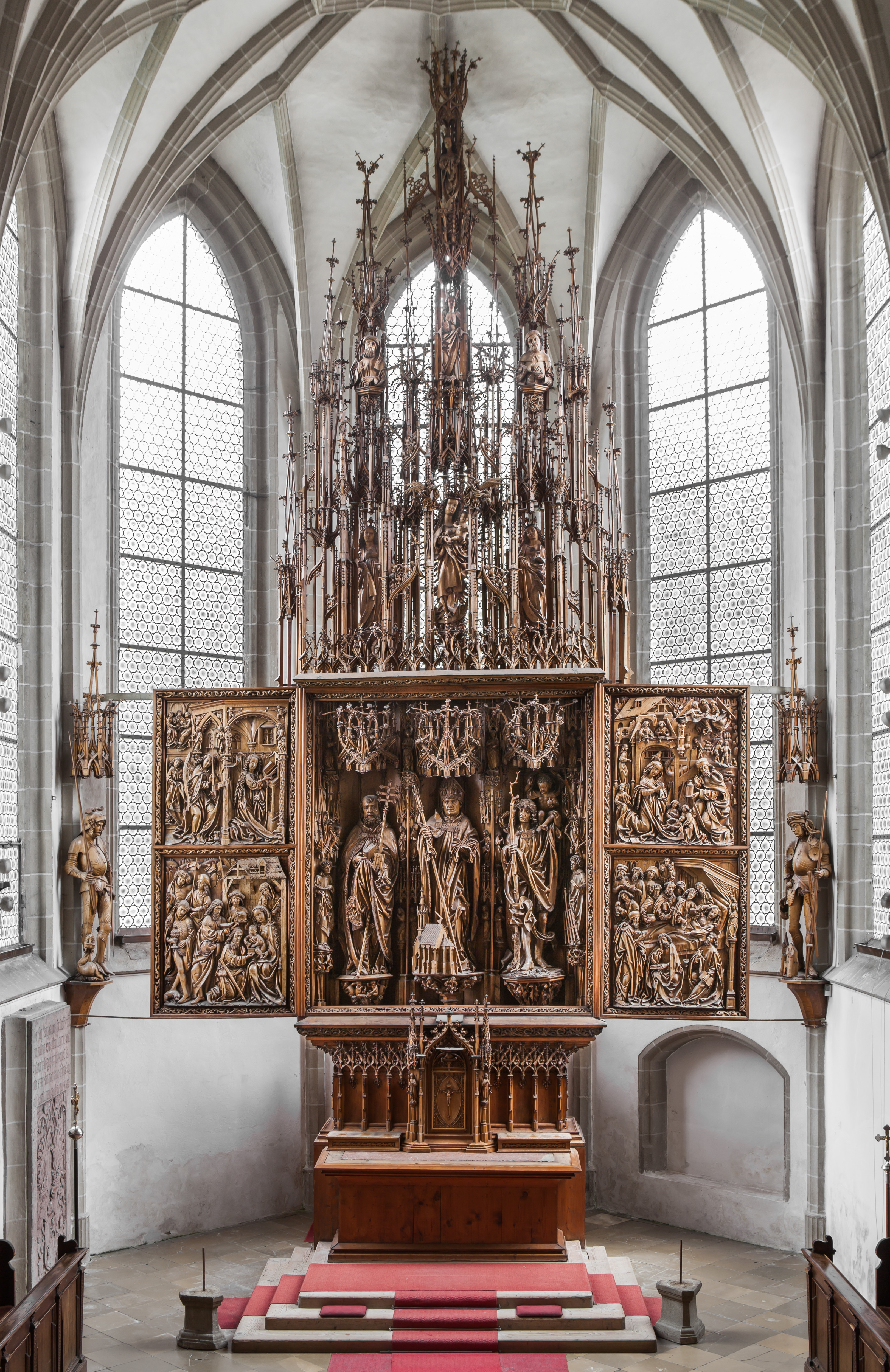
Ołtarz główny w kościele św. Wolfganga w Kefemarkt – widok ogólny retabulum

Poliptyk w Kefemarkt – późnogotyckie retabulum szafiaste ołtarza głównego w kościele parafialnym pw. Świętego Wolfganga w miejscowości Kefermarkt w Górnej Austrii. Cenny przykład późnogotyckiego snycerstwa schyłku XV stulecia.

## Dzieje ołtarza
Fundatorem zarówno jak kościoła jak retabulum był Christoph von Zelking, właściciel pobliskiego zamku Weinberg. Świątynia powstała w latach 1470–1476, zaś ołtarz poświęcono w 1490 r. W następnym roku zmarł von Zelking. Do dziś zachował się w stanie częściowym, w wyniku przekształceń które miały miejsce w 1684 r. Zaginęły oryginalne elementy takie jak predella, skrzydła zewnętrzne i rewersy skrzydeł wewnętrznych. W latach 1852–55 miała miejsce gruntowna konserwacja dzieła prowadzona przez Adalberta Stiftera. Obecna predella, neogotycka jest efektem tej konserwacji. Ze względu na zły stan spowodowany przez korniki, retabulum przeszło kolejne konserwacje w 1904 i 1918 r. W roku 1929 kolejny raz oczyszczono ołtarz; konserwatorzy użyli cyklonu B w celu uśmiercenia korników. Ostatnia konserwacja miała miejsce w 1959 r.

## Wygląd i analiza

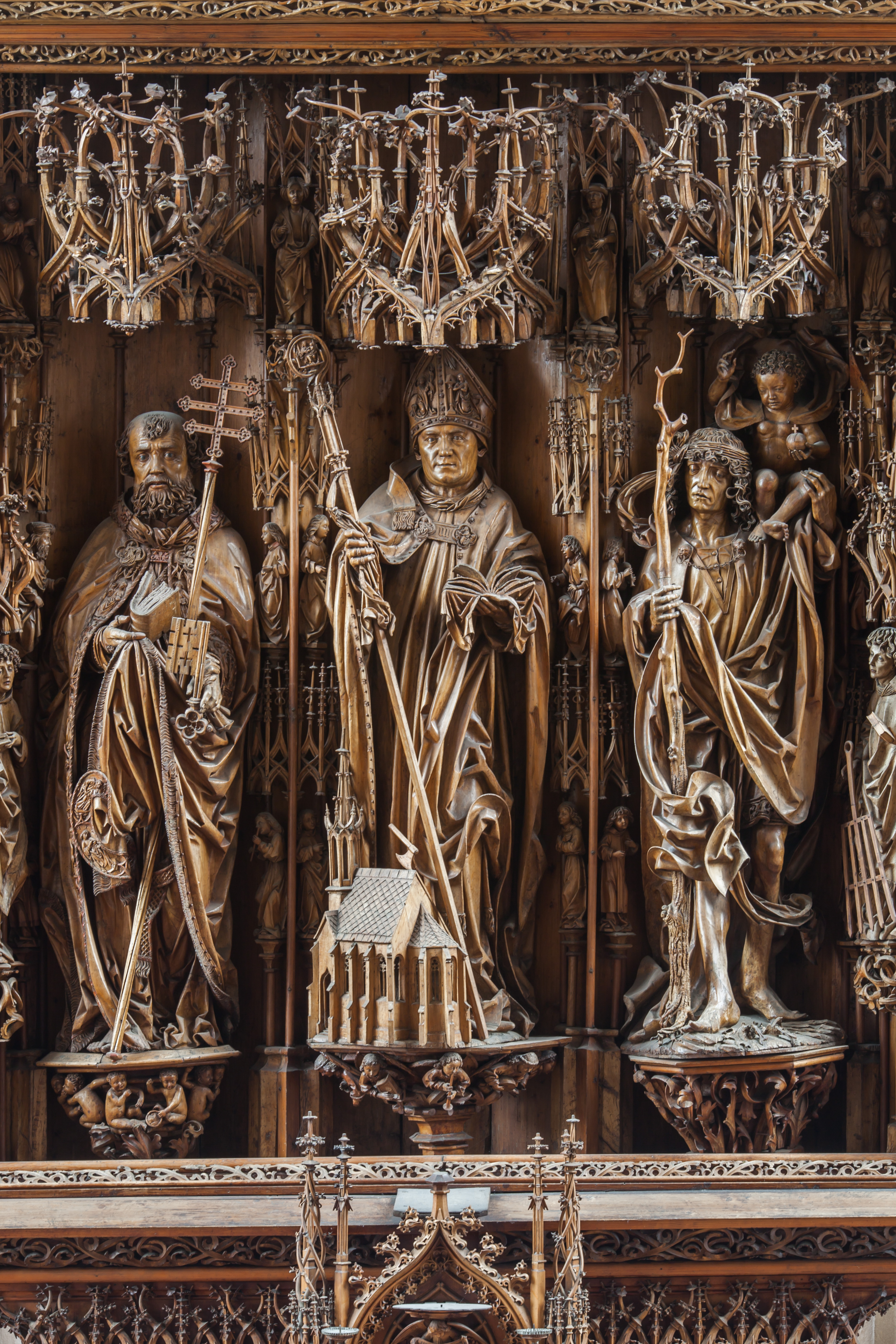
Widok na korpus ołtarza, przedstawieniami świętych Wolfganga oraz Piotra (po lewej) i Krzysztofa (po prawej)

Wykonany z drewna lipowego, ołtarz ma wymiary 13,5 m. wysokości i 6,3 m. szerokości. Umieszczony jest przy apsydzie zamykającej prezbiterium kościoła. W obecnym stanie ma formę tryptyku o wysokim zwieńczeniu i neogotyckiej predelli, pośrodku przed nią stoi drewniane tabernakulum. Powyżej zaś znajduje się korpus podzielony na trzy części za pomocą smukłych filarów ozdobionych figurkami aniołów. W korpusie pod znajdują się ponad naturalnej wielkości pełnoplastyczne figury świętych Piotra, Wolfganga (patrona kościoła) i Krzysztofa, ze swoimi atrybutami w rękach; klucz i potrójny krzyż pastoralny, pastorał biskupi i otwartą księgę oraz laska z gałęzi i Dzieciątko Jezus. Przed Świętym Wolfgangiem jest umieszczony model gotyckiej świątyni, charakteryzujący się smukłą wieżą, wysoką nawą i krótkim zamkniętym poligonalnie prezbiterium. Święci stoją na bogato zdobionych konsolach, z roślinną ornamentyką i figurkami aniołów. Każda z postaci umieszczona jest pod baldachimem o skomplikowanej kombinacji motywów architektonicznych typowych dla późnogotyckiej snycerki; splecione arkady, smukłe fiale z kwiatonami, część z nich jest powyginana co nadaje plastycznego dynamizmu. Po bokach przy obramieniu znajdują się dwie figury przedstawiające Świętych Męczenników Szczepana i Wawrzyńca.
Skrzydła boczne zdobią po dwa płaskorzeźbione sceny z życia św. Marii. Po lewej Zwiastowanie Marii i Pokłon Trzech Króli po prawej stronie Boże Narodzenie i Zaśnięcie Marii Panny. Zwieńczenie ołtarza tworzy kompilacja motywów architektonicznych o dynamicznej formie. Są to łuki arkadowe w formie oślego grzbietu, i przede wszystkim siedem wieżyczek, w tym trzy główne wieńczące środek i skrajne boki korpusu. Wewnątrz znajdują się pełnoplastyczne figury Marii z Dzieciątkiem, oraz święte Barbara i Katarzyna. Powyżej zaś św. Agnieszka i popiersia dwóch proroków.
Integralną częścią, choć oderwaną od struktury retabulum są dwie stojące na służkach pod baldachimami pełnoplastyczne figury świętych Floriana i Jerzego. Usytuowane są po bokach ołtarza, przy służkach oddzielających prezbiterium od apsydy.
Partie rzeźbiarskie są pozbawione polichromii, cechuje je charakterystyczne dla wielu dzieł rzeźby późnego gotyku zamiłowanie do wyeksponowania czystej, drewnianej materii, konsekwencją zachowania monochromatyzmu były m.in. snycerskie eksperymenty mające na celu zbudowanie efektownych modelunków światłocieniowych. Zjawisko to najpełniej znalazło swoje odbicie na przełomie XV i XVI stuleci, w krajach Rzeszy, i sąsiednich m.in. Austria, Niderlandy. Do czołowych dzieł należą m.in. dzieła Tilmana Riemenschneidera, (m.in. Ołtarz Świętej Krwi), tryptyk w kolegiacie w Breisach Mistrza HL, zespół ołtarzy w kościele farnym w Kalkarze (m.in. Henrika Douvermana), Ołtarz Salwatora Wita Stwosza w katedrze bamberskiej, ołtarz z Bordesholm Hansa Brüggemanna, tryptyk w kościele w Mauer koło Melku, dzieła Adriaena van Wesel. Tożsamość autora ołtarza z Kefermarkt, ani jego warsztatu nie jest znana, w historiografii artystycznej określany jest jako Mistrz Ołtarza z Kefermarkt (Meister des Kefermarkter Altars), któremu (lub jego kręgowi) przypisuje się udział w realizacji prac pomocniczych nad nagrobkiem Fryderyka III w katedrze wiedeńskiej (dzieło Mikołaja z Lejdy), a także figurę tronującej Madonna z ołtarza w Gojau, figury apostołów w kościele w St. Thomas am Blasenstein, nadto kilka dzieł w zbiorach muzealnych (m.in. w Paryżu, Essen i Wiedniu).

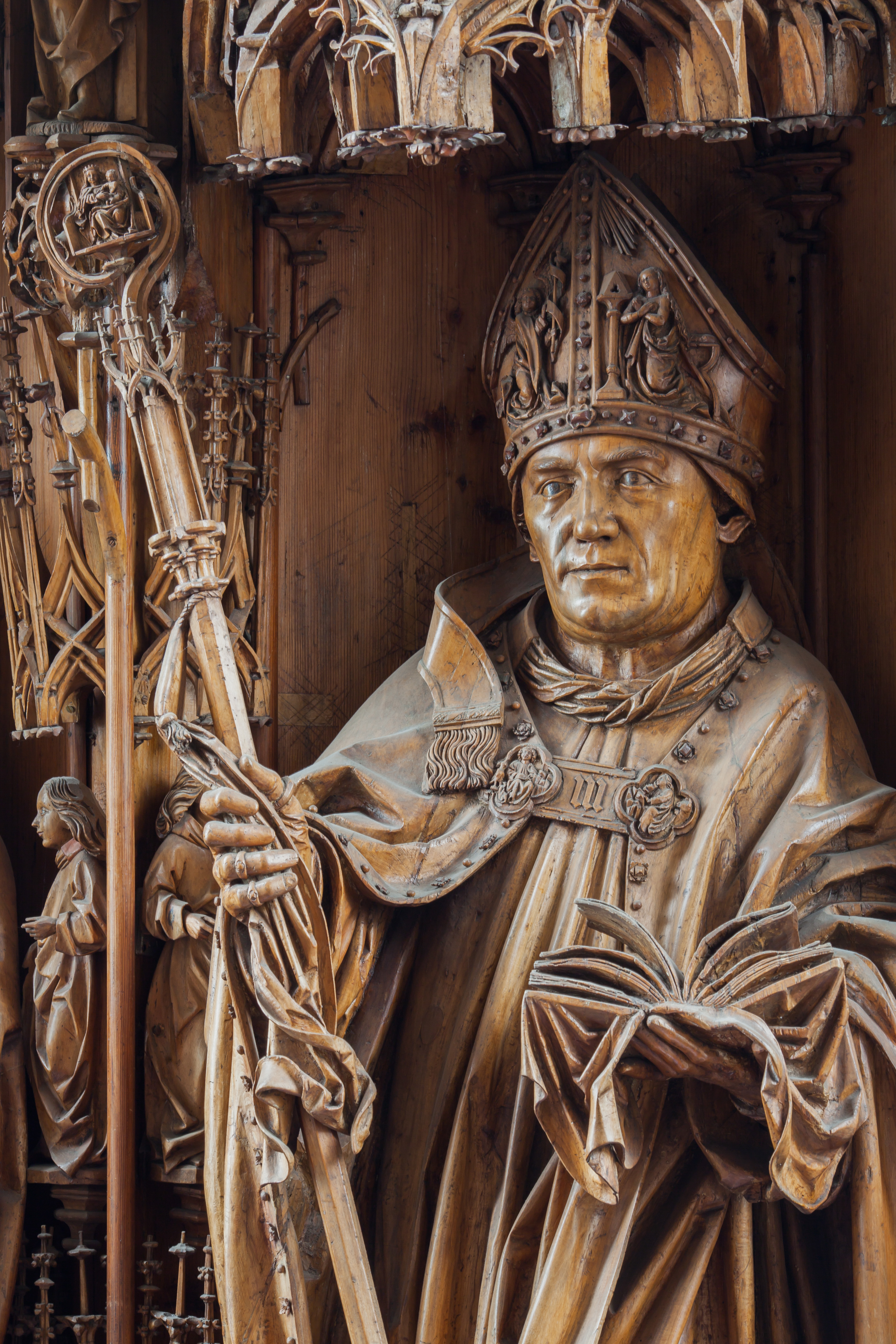
Fragment figury św. Wolfganga
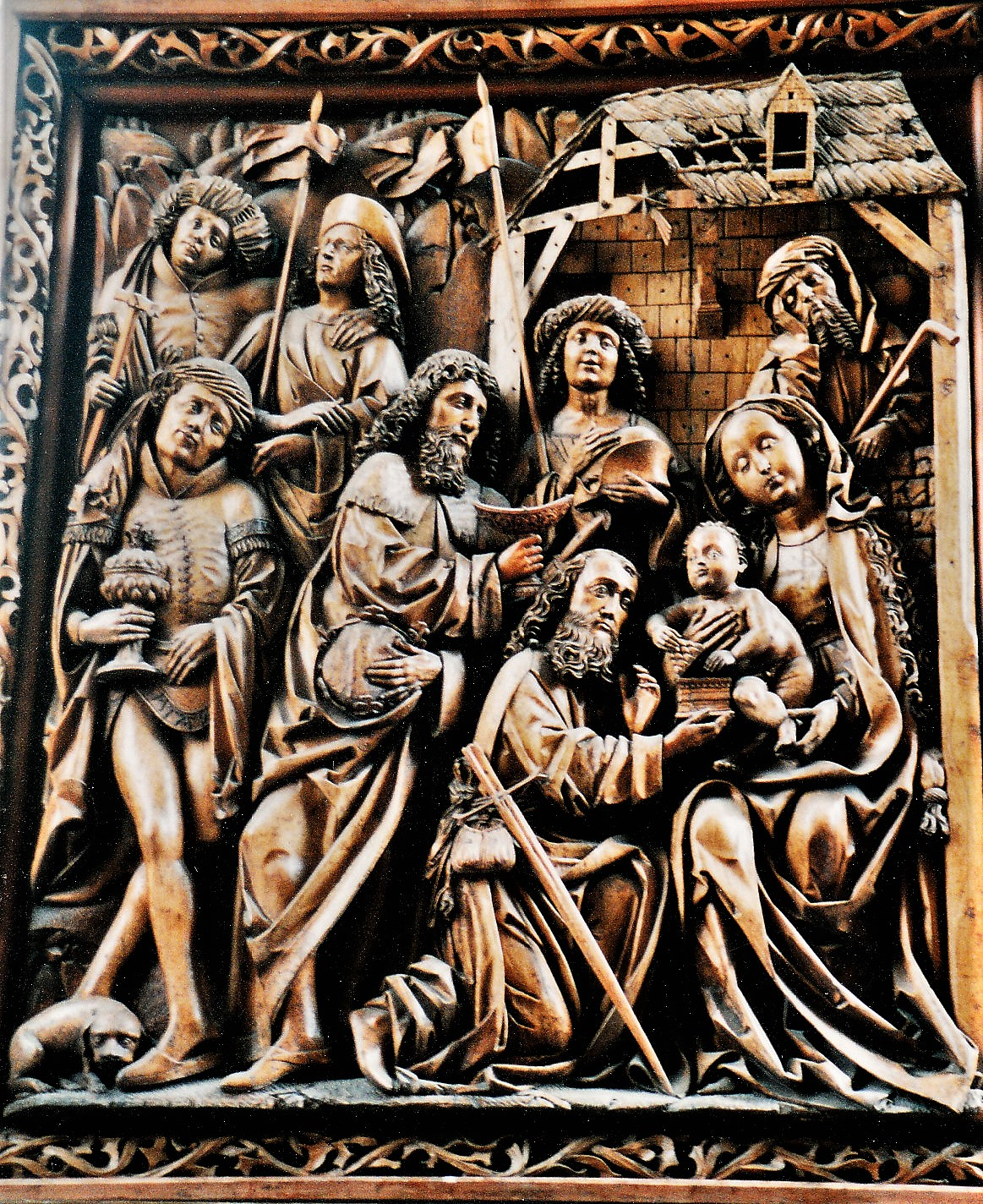
Scena Pokłonu Trzech Króli
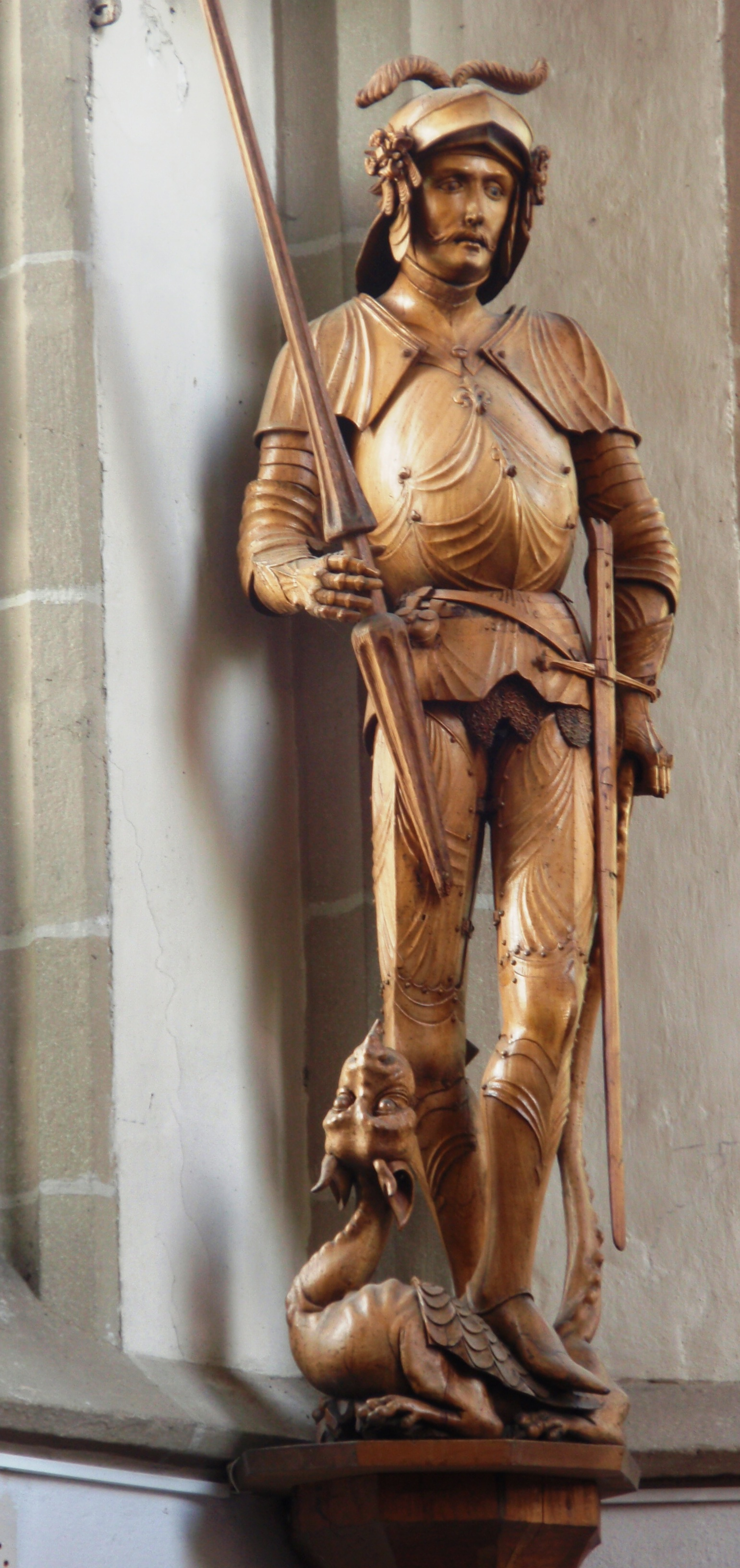
Figura św. Jerzego
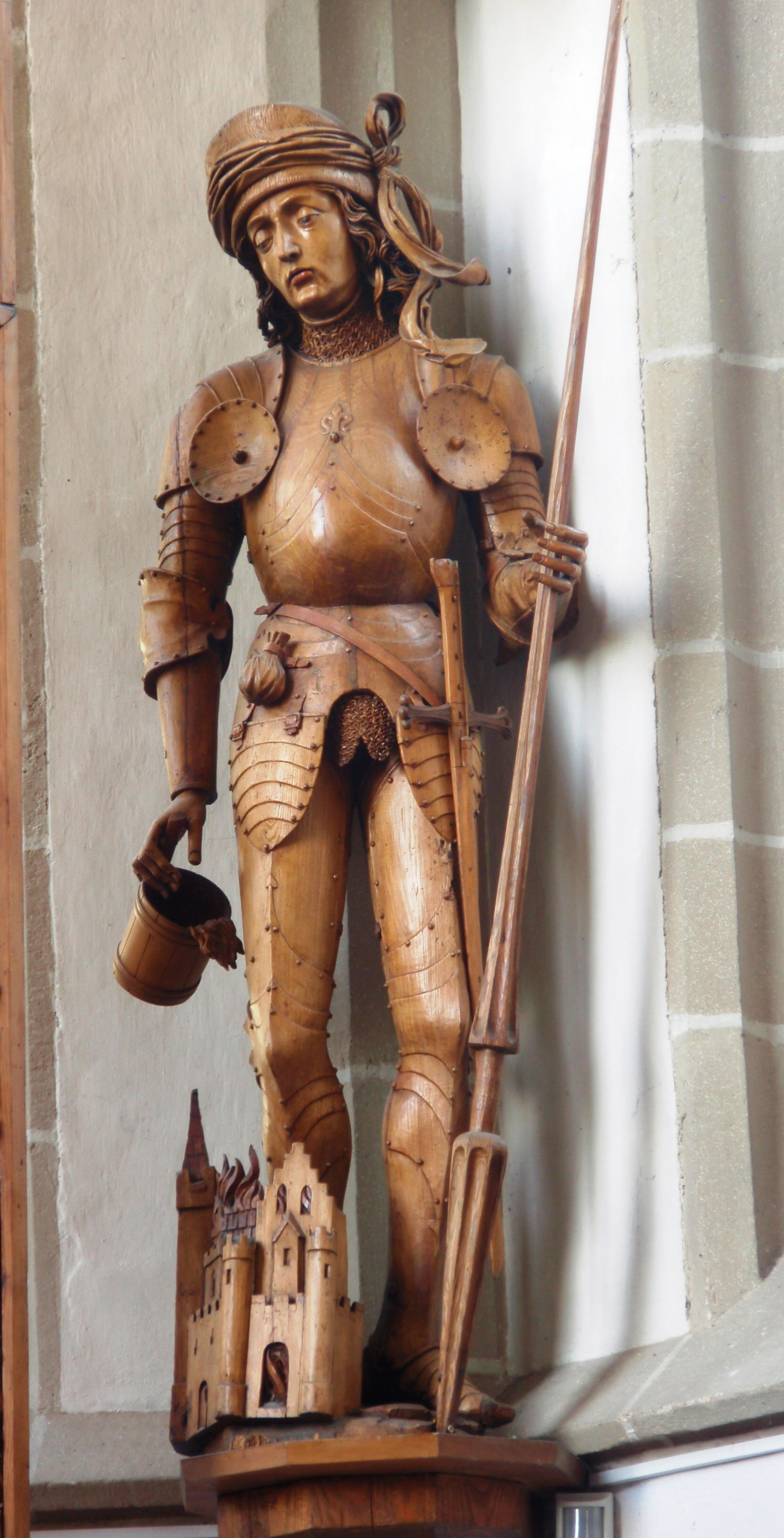
Figura św. Floriana